# 有家川

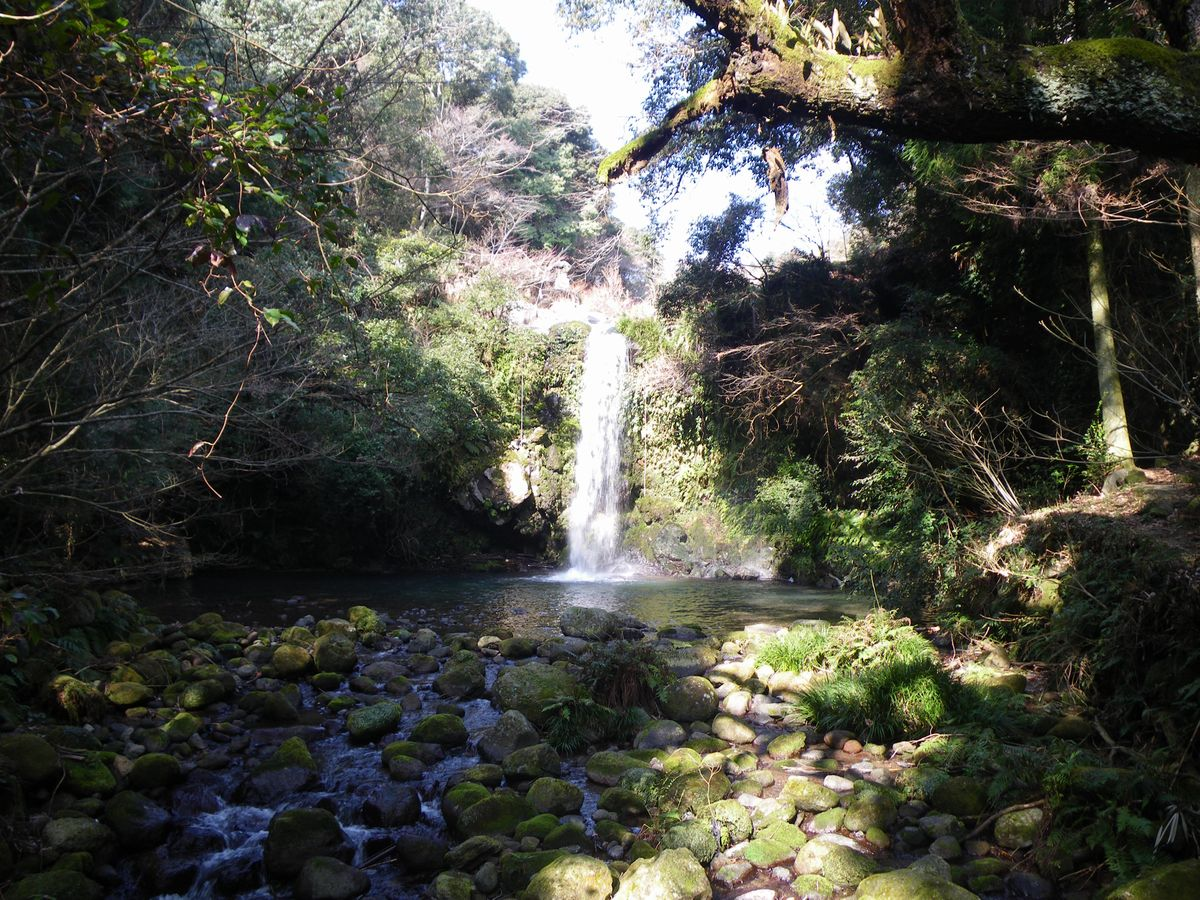
鮎帰りの滝

有家川（ありえがわ）は、島原半島の雲仙岳南麓を南へ流れ下り、有明海南部へ注ぐ二級河川である。流域は長崎県南島原市に属するが、源流域は雲仙市にも属する。島原半島では千々石川・有馬川に次ぐ3番目の河川規模をもつ。
清水川・見岳川・有家川の3本の準用河川が下流域で合流する。二級河川に指定されているのは3河川の合流点から河口までの2.2kmだが、雲仙盆地から西有家の北部を流れて合流する清水川は10.3kmの長さがある。

## 流域
雲仙山系の南西部から南部にかけて連なる、絹笠山（標高879m）・矢岳（標高940m）・高岩山（標高881m）を水源とする。絹笠山と矢岳に挟まれた雲仙盆地（雲仙温泉）から清水川、矢岳の東側斜面から有家川、両河川に挟まれた高岩山の南側斜面から見岳川が流れ出す。
清水川源流部の雲仙温泉を除けば、上流域は森林に覆われた急斜面である。川はそれぞれ雲仙岳の斜面に谷を刻んで南へ流れる。清水川にある「一切経の滝」「戸の隅滝」、有家川の「鮎帰りの滝」など名所になっている滝もある。
斜面が緩くなると長野・慈恩寺・見岳などの集落があり、川の両岸に田畑が広がる。見岳川と有家川が合流し、続いて清水川が合流する。
下流域は、西の須川（すかわ）、東の蒲河（かまが）と連続した扇状地が形成され、田畑とともに西有家・有家の中心部となる街並みが広がる。川は田畑や住宅地の中を流れ、有明海へ注ぐ。

### 名所・観光地
雲仙盆地・雲仙温泉
清水川の源流域。温泉がある観光地の他にも、「地獄」と称される噴気口が多いことや高地・湿原性の生物相が保たれることなどから自然環境の面でも重要である。雲仙岳ともども雲仙天草国立公園に指定されている。
一切経の滝
清水川上流・雲仙盆地の南にある滝。行基がここに篭った後、雲仙に満明寺を開山したと伝えられる。
鮎帰りの滝
有家川上流の滝。落差8.5m・幅6mで、直径約20mの滝つぼがある。また、滝の上は一枚岩である。岸に湯河内神社が祀られている。江戸時代後期の南画家・釧雲泉がこの滝を描きに訪れたものの、絶景に見惚れて描く自信を失い、絵筆を捨てたという「絵筆落としの石」が伝えられる。長崎県道132号雲仙有家線から近いが、県道と滝を繋ぐ道が狭く、車での通行は注意を要する。